# Nashorn
Nashorn (alemão para "rinoceronte"), foi um destruidor de tanques alemão utilizado durante a Segunda Guerra Mundial. Foi desenvolvido como uma solução provisória em 1942, equipando com o canhão anticarro Pak 43.
Embora possuísse uma fraca blindagem e um perfil alto, poderia penetrar frontalmente qualquer tanque aliado a longa distância, e seu custo relativamente baixo e mobilidade superior para veículos mais pesados, permaneceu em produção até o final da guerra.

## Desenvolvimento

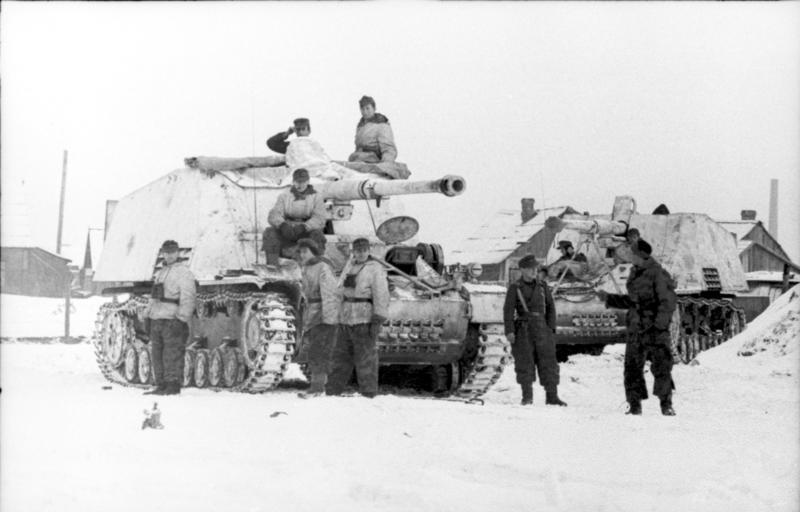
Dois Nashorn no fronte leste da Segunda Guerra Mundial.

Após as primeiras experiências alemãs com os mais recentes tanques soviéticos como o T-34 ou os Tanques Kliment Voroshilov durante a Operação Barbarossa, a necessidade de um destruidor de tanques capaz de destruir esses tanques mais fortemente blindados se tornou clara.
Em fevereiro de 1942, a Alkett (Altmärkische Kettenwerke GmbH) de Berlim, projetou um destruidor de tanque usando o seu recém-desenvolvido Geschützwagen III/IV que, como o próprio nome indica, possui componentes dos tanques Panzer III e Panzer IV.
A 8,8 cm Panzerabwehrkanone 43/1L/71 (ou Pak 43/1), uma arma anticarro de cano longo, mais conhecida como o armamento principal do Tiger II, foi montada na parte traseira do chassi, e uma estrutura de topo aberto foi construída em torno da arma para dar a tripulação alguma proteção. A arma tinha a mesma travessia e elevação como se tivesse sido em seu carro: 15 ° para ambos os lados e entre -5 ° a + 15 ° de elevação.
Para acomodar a arma longa e pesada, o casco tinha que ser alongado e o motor movido a partir da retaguarda do centro do chassi. A blindagem do compartimento da tripulação foi limitada. A blindagem fornecida foi adequada para proteger a tripulação de explosão e armas de pequeno porte, mas não blindar contra projéteis perfurantes. Assim como as armas da série Marder, o veículo não tinha a intenção de se envolver em batalhas de tanques, mas sim para proporcionar mobilidade a uma excelente arma anticarro.
Este modelo foi apresentado para Adolf Hitler em outubro de 1942, e o mesmo o aprovou, tendo sua produção iniciada no começo de 1943. Ele teve inúmeras denominações oficiais, tais como "8,8 cm Pak 43 (L/71) auf Fahrgestell Panzerkampfwagen III/IV (sf)" ou "8,8 cm Pak43 (L/71) auf Geschützwagen III/IV (Sd. Kfz. 164)", embora também fosse conhecido como "Panzerjäger Hornisse".
Durante o primeiro semestre de 1943, um novo modelo do Hornisse foi introduzido à produção. Este modelo alterava a placa de armadura frontal do condutor, juntamente com outras pequenas diferenças. Este modelo e seu antecessor, os poucos veículos produzidos inicialmente, eram quase indistinguíveis. O novo Hornisse foi então renomeado para Nashorn por Hitler em 1944.
A produção total do Nashorn foi cerca de 494 veículos, sendo a maioria construída em 1943. Em janeiro de 1944, Hitler favoreceu a produção de um destruidor de tanques mais recente, o Jagdpanzer IV. A produção do Nashorn continuou até 1945, embora em um ritmo lento.